# علاء الدين آرتين
علاء الدين آرتين (بالتركية الأناضولية القديمة: ارتــنــا؛ تُوفي في شباط-آب 1352 م) كان أول سلطان منبني آرتين، حكم من عام 1343 إلى عام 1352 م في وسط وشرق الأناضول. في البداية كان ضابطًا في خدمة ضابط الإيلخانات أمير جوبان وابنه تيمورتاش، هاجر آرتين إلى الأناضول بعد تعيين تيمورتاش حاكمًا إيلخانيًا للمنطقة. شارك في حملات تيمورتاش لإخضاع زعماء التركمان في المحيط الغربي لشبه الجزيرة. وقد انتهى هذا بسقوط تيمورتاش، وبعد ذلك اختبأ آرتين. وعند حل الإيلخانات، تحالف مع زعيم الجلائريين حسن بزرك، الذي غادر الأناضول في النهاية إلى آرتين ليحكمها عندما عاد شرقًا للاشتباك مع منافسيه الجوبانيين وغيرهم من أمراء المغول المسلمين. سعى آرتين لاحقًا للحصول على اعتراف من مصر المملوكية لتعزيز سلطته، على الرغم من أنه لعب لعبة دقيقة في تناوب ولائه بين المماليك والمغول. وفي عام 1343 م، أعلن استقلاله كسلطان على مملكته. وُصف عهده إلى حد كبير بأنه مزدهر، مع جهوده للحفاظ على النظام في مملكته لدرجة أنه أصبح يُعرف باسم كوسي بيغامبر (بالتركية: Köse Peyghamber والتي تعني 
).

## الحياة المبكرة والخلفية
نشأت الدولة الإلخانية في غرب آسيا في عهد هولاكو خان (حكم. 1256–1265 م) كجزء من تقسيم الإمبراطورية المغولية الذي بدأ مع حكم مونكو خان (حكم. 1251–1259 م). وبعد نصف قرن من الزمان، توفي الخان السابع، غازان (حكم. 1295–1304 م)، وقد كانت هذه الفترة ذروة الدولة، وفي حين كان شقيقه أولجايتو (حكم 1304-1316 م) قادرًا على الحفاظ على الإمبراطورية، إلا أن تحوله إلى المذهب الشيعي أدى إلى تسريع السقوط الوشيك والحرب الأهلية في المنطقة، حيث هاجمه السنة والدول السنية المجاورة له بسبب مذهبه. تزامنت حياة آرتين مع هذه الاضطرابات السياسية، والتي من شأنها أن تجعله في النهاية وريثًا لأجزاء من سيادة الإيلخان. كان آرتين من أصل إيغوري، والد آرتين هو إما جعفر أو تايجو بخشي (تختلف المصادر في الاسم) وهو تابع موثوق به للحاكم الإيلخاني الثاني أباقا خان (حكم 1265–1282 م)، وزوجته توكاالتي. يُفسر اسمه آرتين بشكل شائع على أنه نشأ من الكلمة السنسكريتية رتنه (रत्न) ويعني "جوهرة". كان هذا الاسم شائعًا بين الإيغور بعد انتشار البوذية، وربما جاء آرتين من أصل بوذي.
دفع النفوذ المتزايد لجوبان (وهو قائد مغولي، كان من المرجح أن يخدمه آرتين في ذلك الوقت) قادة مختلفين مثل كوروموشي وإرينجين إلى التآمر على الثورة. انضم أيضًا شقيقا آرتين الأكبران، الأمير ترمتاز وسونيكتاز، إلى هذه الثورة، ربما لأن جوبان رفض منحهم مناصب مهمة بسبب معتقده السني الذي يتعارض مع الطائفة الشيعية التي يعتنقها الأخوان. وفي أيار-حزيران 1319 م، سُحقَت الثورة بالقرب من نهر زنجان. في نفس العام، أعدم إيلخان أبا سعيد ترمتاز وسونيكتاز للانضمام إلى تمرد كوروموشي وإرينجين. هاجر آرتين إلى الأناضول بعد وفاة إخوته وتعيين سيده الجديد تيمورتاش حاكمًا إيلخانيًا للمنطقة من أبي سعيد ووالده جوبان.

## الصعود إلى السلطة
على غرار الأمراء الآخرين، ثار تيمورتاش (سيد آرتين) في النهاية على الإلخانات عام 1323 م، وخلال ذلك اختبأ آرتين. ومع ذلك، أدى ضعف سلطة الإلخان ونفوذ أمير جوبان (والد تيمورتاش)، على ولاية آرتين إلى العفو عن تيمورتاش واستعادة منصبه كحاكم للأناضول. وقاد لاحقًا سلسلة واسعة من الحملات ضد الإمارات التركمانية في الأناضول. أرسل تيمورتاش آرتين للاستيلاء على قره حصار في آب 1327 م. كما تلاعب آرتين بـجلبي عابد (نجل الدرويش المولوي أولو عارف شلبي)، المقيم في قونية، كوسيط إلهي لإخضاع وتجميع القادة التركمان في المناطق الطرفية تحت حكم تيمورتاش، الذي أُعلن أنه المسيح (أو المهدي) من قبله هو وأنصاره. عند نبأ وفاة شقيقه دمشق خواجه في 24 آب 1327 م، تراجع تيمورتاش إلى قيصرية، وبعد وفاة والده، هرب إلى مصر المملوكية في كانون الأول بينما كان يخطط أيضًا للتصالح مع أبي سعيد. وقد قُتل لاحقًا بأمر من السلطان المملوكي. خوفًا من العقاب أثناء غياب تيمورتاش، لجأ آرتين إلى بلاط بدر الدين بك القرماني. اُستُبدل تيمورتاش بالأمير محمد الأويراتي، وهو عم أبي سعيد.
تورط آرتين لاحقًا في مؤامرة ضد الإلخان في عام 1334 م ولكنه حصل على عفو وعاد إلى الأناضول من البلاط الإيلخاني في إيران. ومع وفاة أبي سعيد في عام 1335 م، انتهت فترة الإلخان عمليًا، تاركة وراءها حروبًا مستمرة بين العديد من أمراء الحرب من الأسر الأميرية، وهم الجوبانيون والجلائريون. وفي الغرب، أصبح آرتين تحت سيادة نائب الملك الجلائري في الأناضول حسن بزرك ولكنه كان قد أسست بالفعل سيادته في المنطقة إلى حد كبير.
نصّب حسن بزرك آرتين نائبًا له في الأناضول عندما رحل شرقًا لمواجهة محاولة زعيم الأويرات علي بادشاه الاستيلاء على عرش الإلخانيين. عُيّن آرتين رسميًا حاكمًا للأناضول على يد حسن بزرك بعد انتصاره على علي بادشاه. ومع ذلك، بعد فترة وجيزة، في عام 1338 م، اكتسب حسن كوجك (حكم 1338-13343 م) السلطة في المناطق الإلخانية السابقة في الشرق. كان حسن كوجك ابنًا لتيمورتاش، وقد أصبح فعليًا مدعيًا لإرث والده. وهزم الجلائريين قرب ألاداغ ونهب أرزنجان.
بسبب الاضطرابات المستمرة في الشرق، بدأ آرتين يسعى للحماية من قوة إقليمية جديدة وأقوى. كان المماليك، المنافسون القدامى للإمبراطورية المغولية وخلفائها، يطمحون منذ زمن إلى ترسيخ وجودهم السياسي شمالًا في الأناضول. وقد عزز وصول سفارة آرتين إلى القاهرة موقفهم في هذا الصدد، حيث تم تثبيته حاكمًا مملوكيًا للأناضول. على العكس من ذلك، لم يبذل آرتين جهدًا يُذكر لدعم سيادة المماليك، حيث سكّ عملات معدنية نيابة عن الحاكم الدمية سليمان خان (حكم  1339-1343 م) في عام 1339 م. وهكذا بدأ المماليك ينظرون إلى الزعيم التركماني الصاعد زين الدين قراجة من ذي القدريين (الذي حكم في 1337-1353 م) بشكل أكثر ملاءمة. وفي عامي 1338-1339 م، فقد آرتين طرندة لصالح قراجة، الذي كان يواصل توسيع مملكته على حساب آرتين. بعد أن سُلبت منه الثروة التي كان قد خزنها في المدينة الأخيرة، واجه آرتين السلطان المملوكي، الذي أثار فشله في إعلان السيادة المملوكية. وفي المقابل، سكّ آرتين أخيرًا عملات معدنية للمماليك في عامي 1339-1340 م. على الرغم من خسارة طرندى، تمكن آرتين من انتزاع السيطرة على قونية من القرامانيين وكذلك سيواس في تاريخ غير معروف.
أعاق استيلاء حسن كوجم على أرضروم وحصار أفنيك محاولة آرتين لإقامة علاقات جيدة مع الجوبانيين. وقد كان آرتين لا يزال يصر على طاعته لسليمان خان، على الرغم من أنه بحلول عام 1341 م، كان قد اكتسب ما يكفي من القوة ليكون قادرًا على إصدار عملاته المعدنية باسمه. وقد أعلن استقلاله لأول مرة في عام 1341 م كما كان عندما استخدم لأول مرة لقب سلطان على عملاته المعدنية. ومع ذلك، لم يتردد في إرسال سفرائه إلى القاهرة لتأمين حماية المماليك ومكانته كنائب وسط الاضطرابات السياسية داخل المماليك. أثار هذا حملة جديدة من حسن كوجم في أراضي آرتين.
اختار حسن كوجك البقاء في تبريز، وأرسل جيشه إلى الأناضول تحت قيادة سليمان خان. وضمت هذه القوة قادة ذوي خبرة مثل عبدول بن بيانجار، ، وقوش حسين. وجمع آرتين على الفور جيشًا من قوات المماليك والمغول والأتراك المحليين. ووقعت المعركة في سهل كارانبوك (بين سيواس وإرزينجان) في أيلول-تشرين الأول 1343 م. واجه آرتين الهزيمة في البداية. وبينما كانت قوات سليمان خان مشغولة بالنهب ومطاردة ما تبقى من العدو، اختبأ آرتين خلف تل قريب وقاد هجومًا نهائيًا عندما ظهر سليمان خان مع عدد قليل من القوات، بينما كانت بقية قواته غير منظمة. تفكك جيش الجوبانيين عندما فر سليمان خان من المشهد. كان انتصار آرتين غير متوقع لمعظم الجهات الفاعلة في المنطقة. أدى هذا النصر إلى ضم إرزنجان والعديد من المدن الواقعة شرقًا إلى إمارة بني آرتين، مما شكل بداية حكم إمارة بني آرتين المستقلة. ولحسن حظ آرتين، قُتل حسن كوجك على يد زوجته، التي خشيت اكتشاف علاقاتها غير الشرعية مع يعقوب شاه، الذي سجنه حسن كوجك بسبب عيوبه المزعومة في معركة كارانبوك. وقد منع هذا أي انتقام لانتصار آرتين السابق.

## الحُكم
بعد المعركة ووفاة حسن كوجك، تولى آرتين لقب السلطان دون أي رد فعل عنيف، وتداول العملات المعدنية باسمه مرة أخرى، وأعلن رسميًا السيادة كجزء من الخطبة. واتخذ لقب علاء الدين، والذي ظل لليوم في عملاته المعدنية الموجودة وفي كتاب رحلة الرحالة المغربي المعاصر ابن بطوطة، على الرغم من أنه ذُكر بلقب سيف الدين في رثاء ابنه الشيخ حسن ورشيد الدين وفقًا للمؤرخ العثماني التركي حسين حسام الدين يسار. بالإضافة إلى ذلك، وسّع آرتين حدوده إلى ما وراء أرضروم. وقد واجه عددًا أقل من التهديدات لحكمه في هذه الفترة: على الرغم من نوايا الحاكم الجوباني الجديد مالك أشرف (حكم 1343 - 1357 م) سعى لشن حرب ضده، إلا أن هذه الحملة لم تُنفذ قط. وقد أدى الفراغ السياسي في مصر المملوكية، عقب وفاة السلطان الناصر محمد بن قلاوون عام 1341 ( حكم أولًا في 1293-1294 م ثم في 1299-1309 م، ثم في 1309 - 1341 م)، لآرتين بأخذ داريندي من المماليك. كما أن تركيز حاكم ذي القدريين قراجا على نهب مملكة قيليقية الأرمنية والتوترات مع أمراء المماليك جعل الهجوم من الجنوب غير مرجح. استغل آرتين أيضًا وفاة الحاكم القرماني أحمد عام 1350 م، حيث استولى على قونية. وبشكل عام، امتدّت مملكة آرتين من قونية إلى أنقرة وأرضروم، وتضم أيضًا قيصرية، أماسية، توكات، جوروم، ديفيلي، قره حصار، زيلي، جانيك، أورجوب، نيدة، آق سراي، أرزنجان، شيبنك قره حصار، ودارندي، وكانت العاصمة تقع في البداية في سيواس ثم في وقت لاحق في قيصرية.

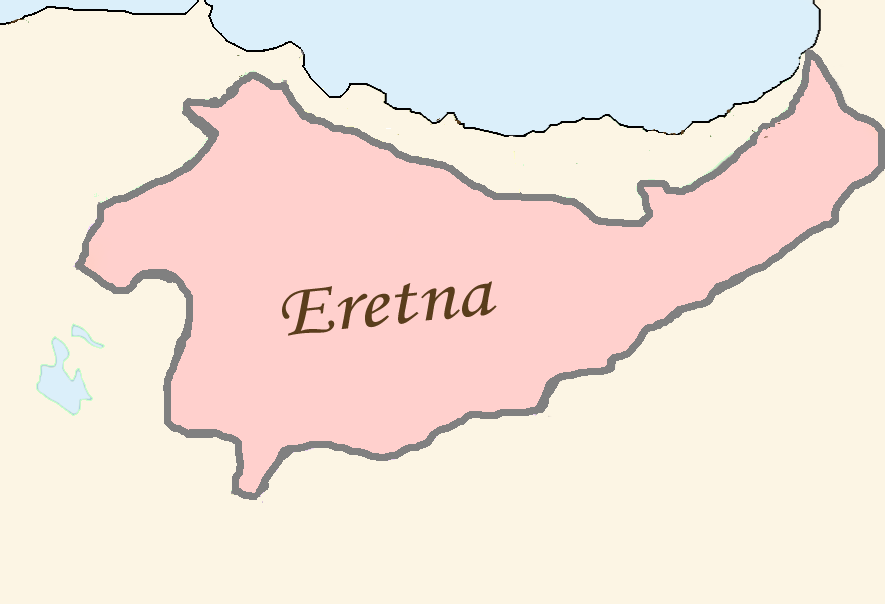
المدى التقريبي لمناطق بني آرتين

كان آرتين متحدثًا عربيًا فصيحًا وفقًا لابن بطوطة وكان يُعتبر عالمًا من علماء عصره. اشتهر باسم قوسي بيغمبر (بالتركية: Köse Peyghamber؛ 
) لدى رعيته الذين نظروا إليه بعين الرضا لأن حكمه حافظ على النظام في منطقة كانت تنهار سياسيًا. عزز الشريعة الإسلامية في مناطقه وأظهر جهدًا لاحترام ودعم العلماء والسادة والمشايخ. كان الاستثناء من الثناء الذي تلقاه الاتهام الذي وجهه المؤرخ المصري المقريزي (1364-1442) بأنه سمح للدولة بالانهيار لاحقًا.
استفاد آرتين من دعم عدد كبير من قبائل المغول في وسط الأناضول (يشار إليها باسم قرة تتار في المصادر) في تأكيد حكمه. وبالتالي سلط الضوء على خلافته للتقاليد المغولية على الرغم من أصله الإيغوري. عندما توقف عن الإشارة إلى السلطان الأعلى بعد 1341-1342 م وأصدر عملاته الخاصة، استخدم الخط الإيغوري، الذي كان يستخدمه أيضًا المغول، للتأكيد على التراث المغولي الذي سعى إلى تمثيله. وفقًا للمؤرخ أندرو تشارلز بيكوك: "تعكس عملات آرتين الموقف المعقد وغير المؤكد لحكام الأناضول في العصور الوسطى، الذين جربوا أشكالًا مختلفة من الشرعية في فترة يبدو فيها أن الأنماط الراسخة، حتى مفهوم شرعية جنكيز خان الذي كان يُشاد به كثيرًا، قد انهارت". وعلى الرغم من ذلك، فبدلًا من المغول، الذين كانوا كثيرين في المنطقة من كوتاهية إلى سيواس، عيّن آرتين المماليك (الجنود العبيد) والأتراك المحليين في المناصب الإدارية، خوفًا من إعادة إحياء الحكم المغولي. لم يكن آرتين ناجحًا تمامًا على المدى الطويل، حيث طُرد أحفاده من العرش على يد القاضي برهان الدين (حكم. 1381–1398 م)، الذي سلط الضوء على أصوله السلجوقية من جهة الأم، لكنه اعتمد أيضًا على الدعم العسكري من بعض القبائل المغولية.
على الرغم من وجود بعض النصوص التي وصفت شخصيته ومهاراته، إلا أن هناك عددًا ضئيلًا من الأعمال الأدبية الباقية التي كُرِّست لحكمه وحكم أحفاده. كان أحد هذه النصوص تفسيرًا فارسيًا قصيرًا هو الأسئلة والأجوبة للأقصرائي الذي كلفه بكتابته أمير أماسية الآرتيني سيف الدين شاد قلدي (تُوفي عام 1381). ومن الأمثلة الأخرى التقويم الفلكي الذي ألفه لآخر حاكم آرتين علاء الدين علي في عام 1371-1372 م. كما لا توجد مساجد أو مدارس دينية أو خانات أو مستشفيات أو جسور باقية يعود تاريخها إلى حكم بني آرتين، باستثناء المقابر الإسلامية. تُوفي آرتين في شباط، أو آذار، أو آب من عام 1352 م ودُفنت في كومبيت (قبة) واقعة في فناء مدرسة قوشقم في قيصرية.

## العائلة
زوجات آرتين شملوا سولي باشا (توفيت عام 1339)، وتوغا خاتون وأصفهان شاه خاتون. كان معروفًا أنه كان لديه ثلاثة أبناء: حسن ومحمد وجعفر. الابن الأكبر، هو الشيخ حسن الذي كان حاكم سيواس وتوفي في كانون الأول 1347 م أو كانون الثاني 1348 م بسبب المرض بعد فترة وجيزة من زواجه من أميرة أرتقية. وُلد خليفة آرتين والابن الأصغر، غياث الدين محمد الأول لأصفهان شاه خاتون، الذي كان له نسب مع الحاكم الجلايري حسن بزرك.

## فهرس
- Bosworth، Clifford Edmund (1996). New Islamic Dynasties: A Chronological and Genealogical Manual. Edinburgh University Press. ISBN:9780231107143. OCLC:35029627.
- Cahen, Claude (1965). "Eretna". In Lewis, B.; Pellat, Ch.; Schacht, J. (eds.). The Encyclopaedia of Islam, New Edition, Volume II: C–G (بالإنجليزية). Leiden: E. J. Brill. ISBN:90-04-07026-5.
- Göde, Kemal (1995). "Eretnaoğulları". دائرة المعارف الإسلامية التركية، المجلد 11 (Elbi̇stan – Eymi̇r) (بالتركية). إسطنبول: رئاسة الشؤون الدينية التركية، مركز الدراسات الإسلامية. pp. 295–296. ISBN:978-975-389-438-8.
- Masters، Bruce Alan؛ Ágoston، Gábor (2010). Encyclopedia of the Ottoman Empire. Infobase. ISBN:9781438110257. OCLC:227205977.
- Melville، Charles (12 مارس 2009). "Anatolia under the Mongols". في Fleet، Kate (المحرر). The Cambridge History of Turkey (ط. 1). Cambridge University Press. ص. 51–101. DOI:10.1017/chol9780521620932.004. ISBN:978-1-139-05596-3. اطلع عليه بتاريخ 2023-10-22.
- Nicolle, David (2008). The Ottomans: Empire of Faith (بالإنجليزية). Thalamus. ISBN:978-1-902886-11-4. OCLC:455106992. Archived from the original on 2025-07-03.
- Peacock، Andrew Charles Spencer (17 أكتوبر 2019). Islam, Literature and Society in Mongol Anatolia. Cambridge University Press. DOI:10.1017/9781108582124. ISBN:9781108499361. OCLC:1124923987.
- Sinclair, T. A. (31 Dec 1989). Eastern Turkey: An Architectural & Archaeological Survey (بالإنجليزية). Pindar Press. Vol. II. ISBN:978-0-907132-33-2. OCLC:16887803. Archived from the original on 2023-10-25.
- Sinclair، Thomas (6 ديسمبر 2019). Eastern Trade and the Mediterranean in the Middle Ages: Pegolotti's Ayas-Tabriz Itinerary and Its Commercial Context. Taylor & Francis. ISBN:9781000752670. OCLC:1119073048.
- Spuler, Bertold; Ettinghausen, Richard (1971). "Īlk̲h̲āns". In Lewis, B.; Ménage, V. L.; Pellat, Ch.; Schacht, J. (eds.). The Encyclopaedia of Islam, New Edition, Volume III: H–Iram (بالإنجليزية). Leiden: E. J. Brill. ISBN:90-04-08118-6.
- Sümer, Faruk (1969). "Anadolu'da Moğollar" [Mongols in Anatolia] (PDF). Journal of Seljuk Studies (بالتركية). Ankara: Institute of Seljuk History and Civilization (published 1970). ISBN:9789751753601. Archived from the original (PDF) on 2025-04-04. Retrieved 2023-10-19.
- Uzunçarşılı, İsmail Hakkı (20 Apr 1968). "Sivas - Kayseri ve Dolaylarında Eretna Devleti" [State of Eretna in Sivas - Kayseri and Around]. Belleten (بالتركية). Turkish Historical Association. 32 (126): 161–190. ISSN:2791-6472. Archived from the original on 2025-04-04. Retrieved 2023-10-28.